# 펠리샤 터렐
펠리샤 터렐(Felisha Terrell 1979년 3월 16일 ~ )은 미국의 배우, 모델이다. 2008년부터 TV 시리즈와 영화에서 활동 중이다.

## 어린 시절
펠리샤 터렐은 일리노이주 시카고에서 나고 자랐다. 유럽계 미국인 어머니와 아프리카계 미국인 아버지 사이에서 태어났다. 아이오와 대학을 좋은 성적으로(with honors) 졸업하고 대기업 제약회사에서 영업일을 하기도 했다.

## 경력
2007년에 LA로 이주하면서 연기를 시작했다.
2009년부터 《우리 생애 나날들》에서 애리애나 허낸데즈 역으로 고정 출연을 하면서 얼굴을 조금씩 알리기 시작했고, 인기 TV 시리즈 《틴울프》 시즌 3에 출연하면서 본격적으로 인지도를 얻었다. 《루시퍼》, 《수퍼내추럴》, 《NCIS》, 《에이전트 오브 쉴드》 등에 게스트 출연이나 조연으로 출연했다.
2017년 와인 브랜드 러페트 와인(La Fête du Rosé 보관됨 2023-04-13 - 웨이백 머신)의 대표인 도네이 버스턴(Donae Burston)과의 사이에 첫 아이를 낳았고, 엄마인 것인 가장 중요한 일이라고도 했다.
2023년 ABC와 훌루에서 방영한 《컴퍼니유킵》에서 마일로 벤티밀리아, 캐서린 해나 킴과 함께 주역인 대프니 핀치 역으로 출연했다. 최시원, 이유영, 김민정 주연의 한국 드라마 《국민 여러분!》의 미국판 개작이다. 김민정이 맡았던 역할을 하는 것으로 보인다.

## 출연 작품[14]

### 영화
| 연도 | 제목              | 배역          | 비고          |
| ---- | ----------------- | ------------- | ------------- |
| 2008 | 겟 스마트         | 컨트롤의 조수 |               |
| 2010 | 소셜 네트워크     | 아름다운 여성 |               |
| 2011 | Pretty Wicked     | 애나          | 단편          |
| 2014 | We Got Next       | 머리사        | 텔레비전 영화 |
| 2014 | Expecting         | 브레이든      | 단편          |
| 2014 | On Georgia's Mind | 찰리          | 단편          |
| 2014 | The Lookalike     | 드루          |               |
| 2014 | 피어 클리닉       | 오즈번        |               |
| 2017 | A Violent Man     | 앤절라        |               |
| 2021 | 내일의 전쟁       | 퍼베자 징병관 |               |

### 방송
| 연도    | 제목                 | 배역                         | 비고                                |
| ------- | -------------------- | ---------------------------- | ----------------------------------- |
| 2008    | 안투라지             | 캐럴                         | "Fantasy Island" 편                 |
| 2009    | 우리 생애 나날들     | 애리애나 허낸데즈            | 조연                                |
| 2013    | CSI: 과학수사대      | 경쟁심이 강한 기자           | "Dead Air" 편                       |
| 2013    | The Goodwin Games    | 루신다 홉스                  | 파일럿 (미방영)                     |
| 2013    | 틴 울프              | 칼리                         | 시즌 3                              |
| 2014    | 에이전트 오브 쉴드   | 에밀리 더빌                  | "The Magical Place" 편              |
| 2014    | NCIS: 뉴올리언스     | 아델 "애디" 왓킨스 해군 중위 | "Breaking Brig", "Stolen Valor" 편  |
| 2015    | Survivor's Remors    | 이사 캐털라노                | 조연                                |
| 2016    | Roadside Picnic      | 구타                         | 파일럿                              |
| 2017    | 로즈우드             | 에린 기번                    | "Benzodiazepine & the Benjamins" 편 |
| 2017    | 루시퍼               | 코트니 색스                  | "Candy Morningstar" 편              |
| 2017-18 | Just Add Magic       | 노엘 재스퍼                  | 조연; 시즌 2                        |
| 2018    | 더블 타겟            | 칼리타 크루즈                | 조연; 시즌 3                        |
| 2018    | 수퍼내추럴           | 마이클                       | "The Spear" 편                      |
| 2019    | Ambitions            | 매릴린 반스                  | 조연                                |
| 2019-20 | Tell Me a Story      | 그웬 로버츠 형사             | 조연; 시즌 2                        |
| 2020    | Utopia               | 헤일리 앨베즈                | 조연                                |
| 2021    | BMF                  | 마설린 "마스" 벡위스 경무관  | 조연                                |
| 2021    | Queens               | 티나 두보이스                | 조연                                |
| 2022    | 다이너스티           | 니나                         | 조연; 시즌 5                        |
| 2023    | The Company You Keep | 대프니                       | 주연                                |